# Lycoperdina sanchezi
Lycoperdina sanchezi là một loài bọ cánh cứng trong họ Endomychidae. Loài này được Oromi & Garcia miêu tả khoa học năm 1987.